# Charles Hitchcock Adams
Charles Hitchcock Adams (25 de mayo de 1868-8 de agosto de 1951) fue un astrónomo aficionado estadounidense, relacionado con la Sociedad Astronómica del Pacífico en cuya gestión participó durante más de dos décadas.

## Semblanza
Adams nació en Belmont, California, quinto y último hijo de William y Cassandra Adams. Se matriculó en la Universidad de California en 1886 y enfocó el campo de sus estudios en la química. Sin embargo, durante su segundo año de estudios el negocio de su padre sufrió terribles pérdidas debidas a desastres naturales, y debió abandonar sus estudios.
Pasó los siguientes años ayudando a su familia, y se convirtió en corredor de seguros. Fue secretario ejecutivo de la Asociación de Intercambio Mercantil desde 1917 hasta 1940.
Tras obtener un telescopio de tres pulgadas, y aficionarse a observar las estrellas, se unió a la Sociedad Astronómica del Pacífico, donde en 1925 se convirtió en secretario y tesorero de la asociación, cargo que ocupó hasta su retiro en 1950.
Charles se casó con Olive Bray, con quien fue padre de Ansel Easton Adams, el renombrado fotógrafo.

## Eponimia
- En 1970, el cráter de impacto lunar «Adams» fue bautizado conjuntamente en honor suyo, de Walter Sydney Adams y de John Couch Adams.[2]